# كيم سكوت
كيم سكوت (بالإنجليزية: Kim Scott)‏‏ (18 فبراير 1957 في برث - ) روائي، وأستاذ جامعي من أستراليا.